# Kensington e Chelsea
Il Borgo Reale di Kensington e Chelsea (spesso abbreviato in RBKC) è un borgo di Londra che si trova nella parte occidentale del centro cittadino e gode del riconoscimento onorifico di borgo reale da parte della Corona britannica.
L'etimologia del nome Kensington deriva da Kensing town, l'antico nome del villaggio che sorgeva alle porte di Londra. 
Il Royal Borough of Kensington and Chelsea venne istituito nel 1965, fondendo i precedenti metropolitan boroughs di Kensington e Chelsea. L'aggettivo royal fu ereditato dal Royal Borough di Kensington, aggettivo conferigli dalla regina Vittoria che vi era nata. 
Si tratta di un'area molto urbanizzata: con una popolazione di 158 919 abitanti e una densità di circa 13 244 abitanti per chilometro quadrato, fa del borgo l'area più densamente popolata del Regno Unito.
Il borgo si trova immediatamente a ovest della Città di Westminster, vero centro nevralgico della Londra moderna. Il Borough of Kensington and Chelsea, dal canto suo, ospita numerose e importanti istituzioni museali quali lo Science Museum, il Natural History Museum e il Victoria and Albert Museum, ma anche la Royal Albert Hall, il conservatorio, un'università, diverse ambasciate, i grandi magazzini Harrods e molte delle aree residenziali più esclusive della città dove risiedono innumerevoli personaggi famosi del mondo della politica, letteratura, musica e spettacolo.

## Quartieri del borgo reale di Kensington e Chelsea
Il Royal Borough of Kensington e Chelsea include i quartieri di:
- Exhibition Road
- Brompton
- Chelsea
- Earl's Court
- Holland Park
- Kensington
- Notting Hill

## Stazioni della metropolitana del quartiere Kensington e Chelsea
- Earl's Court
- Gloucester Road
- Holland Park
- High Street Kensington
- Kensington (Olympia)
- Knightsbridge
- Ladbroke Grove
- Latimer Road
- Notting Hill Gate
- Sloane Square
- South Kensington
- West Brompton

## Luoghi
attrazioni del borgo della grande londra

## Galleria d'immagini

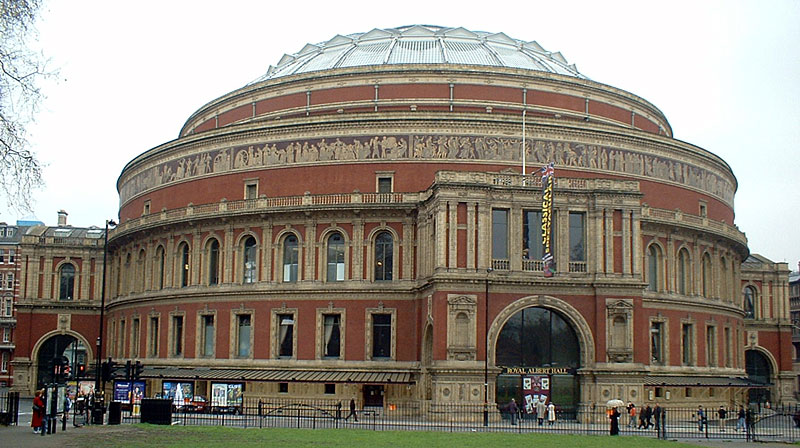
Royal Albert Hall
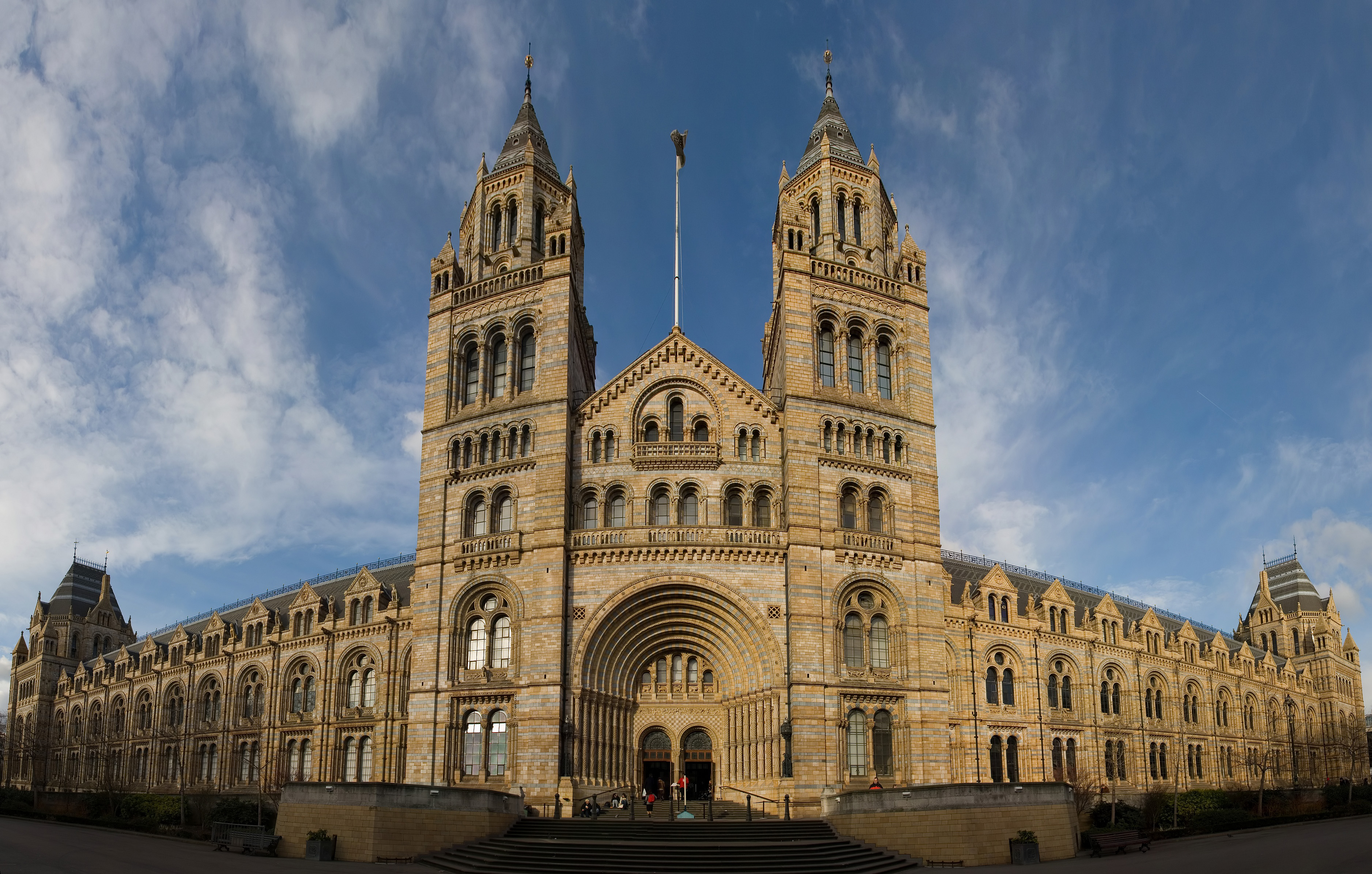
Natural History Museum